# Luis Uribe (actor chileno)
Luis Alberto Uribe Flores, es un actor chileno de teatro y televisión. Es mayormente conocido por interpretar al carismático Rosario en la exitosa telenovela Amores de Mercado de la cadena TVN.

## Biografía
Uribe estudió actuación en la Escuela Teatro Imagen de Gustavo Meza. Durante su carrera ha participado en más de veinte obras de teatro y en televisión ha participado en teleseries como Fuera de control (1999) de Canal 13, Amores de Mercado (2001), Purasangre (2002), Pecadores (2003) y Destinos cruzados (2004) de TVN.
En 2014 participó en la exitosa serie Pulseras rojas de TVN, Ecos del desierto de Chilevisión y Los 80 de Canal 13. En 2015 participó en la exitosa telesérie "Esa no soy yo" de TVN.

## Filmografía

### Cine
| Año  | Título                    | Papel   | Director            |
| ---- | ------------------------- | ------- | ------------------- |
| 2008 | Tony Manero               | Enrique | Pablo Larraín       |
| 2009 | Súper, todo Chile adentro | Luis    | Fefa Alijaro        |
| 2015 | Toro loco sangriento      | Judas   | Patricio Vadallares |

### Telenovelas
| Teleseries | Teleseries            | Teleseries              | Teleseries  |
| Año        | Teleserie             | Rol                     | Canal       |
| ---------- | --------------------- | ----------------------- | ----------- |
| 1997       | Oro Verde             | Luis Torres             | TVN         |
| 1998       | Iorana                | Agustín Astaburuaga     | TVN         |
| 1998       | Borrón y cuenta nueva | Barman                  |             |
| 1999       | Fuera de control      | Joaquín "El Gato" Suazo | Canal 13    |
| 2001       | Amores de mercado     | Rosario Lopetegui       | TVN         |
| 2002       | Purasangre            | Reyniero Reyes          | TVN         |
| 2003       | Pecadores             | Enrique Quintanilla     | TVN         |
| 2004       | Destinos cruzados     | Marcelino Quintana      | TVN         |
| 2006       | Entre medias          | Ricardo Poblete         | TVN         |
| 2006       | Cómplices             | Carabinero              | TVN         |
| 2006       | Entre Medias          | Germán Sánchez          | TVN         |
| 2006       | Floribella            | Carlos "Cacho" Puelma   | TVN         |
| 2007       | Vivir con 10          | Luis Santana            | Chilevisión |
| 2015       | Esa no soy yo         | Brian "El Negro" Ortiz  | TVN         |
| 2021       | La torre de Mabel     | Raúl Mondaca            | Canal 13    |

### Series y miniserires
| Año  | Título                       | Papel             | Canal       |
| ---- | ---------------------------- | ----------------- | ----------- |
| 1998 | Sucupira, la comedia         | Óscar Rivera      | TVN         |
| 1998 | Mi abuelo, mi nana y yo      | Bruno             | TVN         |
| 1999 | Los Cárcamo                  | Hombre            | Canal 13    |
| 2002 | La vida es una lotería       | Jonathan Sáez     | TVN         |
| 2004 | El cuento del tío            | Eduardo Leyton    | TVN         |
| 2005 | La Nany                      | Daniel Apud       | Mega        |
| 2005 | Los simuladores              | Gastón Osorio     | Canal 13    |
| 2006 | Tiempo final: En tiempo real | Pumo Leiva        | TVN         |
| 2007 | Los Galindo                  | Michelle Lucas    | TVN         |
| 2007 | Casado con hijos             | Saulo Ramírez     | Mega        |
| 2008 | Infieles                     | Damián Cartagena  | Chilevisión |
| 2008 | Huaquimán y Tolosa           | Aldo Catalán      | Canal 13    |
| 2013 | Familia Moderna              | Luis García       | Mega        |
| 2014 | Pulseras rojas               | Andrés Rivas      | TVN         |
| 2014 | Ecos del desierto            | Cristóbal Cabrera | Chilevisión |
| 2014 | Los 80                       | Celso Mellado     | Canal 13    |
| 2016 | Bala loca                    | Cosme Campos      | Chilevisión |
| 2017 | Lo que callamos las mujeres  | Varios personajes | Chilevisión |
| 2019 | Tira                         | Franco Salgado    | La Red      |